# Давидов Олексій Йосипович

Могила Олексія Давидова

Дави́дов Олексі́й Йо́сипович (5 липня 1907, Климовичі, Могильовська губернія, Російська імперія — 20 жовтня 1963, Київ, Українська РСР, СРСР) — голова виконавчого комітету Київської міської ради депутатів трудящих у 1947—1963 роках. Член Ревізійної Комісії КП(б)У в 1940—1954 р., голова Ревізійної Комісії КП(б)У з середини 1940-х років по 1952 рік. Член ЦК КПУ в 1954—1963 р. Депутат Верховної Ради УРСР 3—6-го скликань.

## Біографія
Народився 19 серпня 1907 року в містечку Климовичі (нині Республіка Білорусь) у родині робітника.
З 1920 року — учень профтехнікуму, слюсар на Климовицькому заводі.
У 1925—1928 роках працював слюсарем у Краматорську (Донбас).
Член ВКП(б) з 1927 року.
У 1930 закінчив робітфак Київського індустріального інституту, працював майстром, начальником цеху заводу «Червоний екскаватор», за сумісництвом — секретарем партбюро.
У 1938—1941 — 1-й секретар Жовтневого районного комітету КПУ міста Києва.
За часів німецько-радянської війни — учасник оборони Києва (комісар правого сектору оборони), уповноважений військової ради Південного фронту, заступник начальника бронетанкового управління Північно-Кавказького фронту з політроботи, уповноважений військової ради 4-го Українського фронту.
З 6 листопада 1943 року — 3-й секретар, а з квітня по листопад 1947 року — 2-й секретар Київського міського комітету КП(б)У.
З листопада 1947 по 20 жовтня 1963 року — голова виконавчого комітету Київської міської ради депутатів трудящих.
Діяльність оцінюється двозначно — так, за час його перебування при владі сталася Куренівська катастрофа. За бездіяльність, неспроможність керувати містом і злочинну поведінку під час вищезгаданої катастрофи був дуже непопулярний серед киян (але сам не звертав на це жодної уваги). За розповідями, водії лінії трамвая, яка проходила бульваром його імені, оголошували зупинку «Бульвар Олексія Давидова» як «Бульвар Дениса Давидова» і тим самим висловлювали свій протест.
В той же час саме за часів його керівництва Києвом було відбудовано зруйноване місто, зокрема Хрещатик. Виросли житлові масиви Нивки, Русанівка, Березняки, Першотравневий. Відкрито міст імені Патона.
Значного розвитку отримав Київський трамвай — за роки його правління довжина колій зросла більш ніж на 50 км. Відбудовувалася промисловість, стали до ладу нові заводи та підприємства. В 1960 році разом з керівниками республіки перерізав стрічку на першій пусковій ділянці Київського метрополітену.
Помер 20 жовтня 1963 року від інфаркту (при цьому ходили чутки, що застрелився). Похований у Києві на Байковому кладовищі (ділянка № 2). Біля його могили довгі роки стояла охорона. Влада побоювалася осквернення могили ненависного киянам градоначальника.
У 1964 році влада назвала його ім'ям бульвар на Русанівці. За часів незалежності неодноразово лунали заклики перейменувати вулицю. Врешті-решт, у 2016 році бульвар перейменовано на честь Ігоря Шамо.

## Нагороди
- два ордени Леніна
- два ордени Трудового Червоного Прапора (19.12.1944, 1957)
- орден Червоної Зірки (12.03.1943)
- медалі